# Goniagnathus appendiculatus
Goniagnathus appendiculatus är en insektsart som beskrevs av Rauno E. Linnavuori 1978. Goniagnathus appendiculatus ingår i släktet Goniagnathus, och familjen dvärgstritar. Inga underarter finns listade i Catalogue of Life.